# 조직 영향 분석
조직 영향 분석(Organizational Impact Analysis)은 제안된 시스템이 어떻게 조직의 구조, 태도, 의사결정, 운영에 영향을 미치는지 파악하는 행위를 일컫는 사업 용어이다. 정보시스템을 조직과 성공적으로 통합시키기 위해서는 완전하게 정형화된 (documented) 조직 영향 평가에 더욱 신경 써야 한다.